# HMS Wensleydale (L86)
Le HMS Wensleydale (pennant number L86) est un destroyer d'escorte de classe Hunt de type III construit pour la Royal Navy pendant la Seconde Guerre mondiale.

## Construction
Le Wensleydale est commandé le 28 juillet 1940 dans le cadre du programme d'urgence de la guerre de 1940 pour le chantier naval de Yarrow Shipbuilders Ltd. de Scotstoun en Ecosse sous le numéro 1870. La pose de la quille est effectuée le 28 juillet 1941, le Wensleydale est lancé le 20 juin 1942 et mis en service le 30 octobre 1942.
Il est parrainé par la communauté civile de Swinton et de Pendlebury dans le Lancashire pendant la campagne nationale du Warship Week (semaine des navires de guerre) en mars 1942.
Les navires de classe Hunt sont censés répondre au besoin de la Royal Navy d'avoir un grand nombre de petits navires de type destroyer capables à la fois d'escorter des convois et d'opérer avec la flotte. Les Hunt de type III se distinguent des navires précédents type I et II par l'ajout de 2 tubes lance-torpilles au milieu du navire. Pour compenser le poids des tubes lance-torpilles, seuls 2 supports de canons jumeaux de 4 pouces ont été installés, le canon en position "Y" a été retiré, le projecteur étant déplacé vers le pont arrière de l'abri en conséquence. Les Hunt de type III pouvaient être facilement identifiés car ils avaient une cheminée droite avec un sommet incliné et le mât n'avait pas de râteau. Quatorze d'entre eux ont vu leurs ailerons stabilisateurs retirés (ou non installés en premier lieu) et l'espace utilisé pour le mazout supplémentaire.
Le Hunt type III (comme le type II) mesure 80,54 m de longueur entre perpendiculaires et 85,34 m de longueur hors-tout. Le Maître-bau du navire mesure 9,60 m et le tirant d'eau est de 3,51 m. Le déplacement est de 1 070 t standard et de 1 510 t à pleine charge.
Deux chaudières Admiralty produisant de la vapeur à 2 100 kPa (21 bar) et à 327 °C alimentent des turbines à vapeur à engrenages simples Parsons qui entraînent deux arbres d'hélices, générant 19 000 chevaux (14 000 kW) à 380 tr/min. Cela donne une vitesse de 27 nœuds (50 km/h) au navire. 281 t de carburant sont transportés, ce qui donne un rayon d'action nominale de 2 560 milles marins (4 740 km) (bien qu'en service, son rayon d'action tombe à 1 550 milles marins (2 870 km)).
L'armement principal du navire est de quatre canons de 4 pouces QF Mk XVI (102 mm) à double usage (anti-navire et anti-aérien) sur trois supports doubles, avec un support avant et deux arrière. Un armement antiaérien rapproché supplémentaire est fourni par une monture avec des canons quadruple de 2 livres "pom-pom" MK.VII et trois canons Oerlikon de 20 mm Mk. III montés dans les ailes du pont,. Jusqu'à 110 charges de profondeur pouvaient être transportées , avec deux goulottes de charge en profondeur et quatre lanceurs de charge en profondeur constituent l'armement anti-sous-marin du navire. Le radar de type 291 et de type 285 sont installés, de même qu'une sonar de type 128,. Le navire avait un effectif de 168 officiers et hommes,.

## Histoire

### Seconde Guerre mondiale

#### 1942-1943
A partir du 30 octobre 1942 et après des essais d'acceptation et sa mise en service, le Wensleydale est affecté à Tobermory sur l'île de Mull en Ecosse le 11 novembre 1942, et continue à être entièrement équipé. Puis il se rend à Scapa Flow où il rejoint la Home Fleet et, le 12 décembre, il escorte des convois en direction de Gibraltar dans le cadre de l'activité de soutien subséquente à l'opération Torch, les débarquements alliés en Afrique du Nord.
Le 1er janvier 1943, le Wensleydale rejoint la 15e Flottille de destroyers basée à Plymouth pour patrouiller et protéger les convois dans la Manche et dans les approches occidentales. En mars, il est temporairement affecté sous le Commandement côtier de la Royal Air Force (RAF) pour chasser les sous-marins allemands (U-Boot) dans l'océan Atlantique. Le 28 avril , alors qu'il défend un convoi, il entre en collision avec des torpilleurs allemands Schnellboote et est torpillé et endommagé, retournant au port pour des réparations. À son retour dans ses missions, le 29 mai, il tire par erreur sur une patrouille côtière alliée qui fait des victimes. Le 10 juillet, le Wensleydale, son navire-jumeau (sister ship) Melbreak (L73) et le destroyer d'escorte norvégien HNoMS Glaisdale, attaquent un convoi ennemi au large de Ouessant, en France, défendu par des torpilleurs Schnellboote. Il subit des dommages mineurs pendant la bataille.
Après des réparations, le Wensleydale reprend les opérations d’escorte et de patrouille des convois dans la région de la Manche jusqu’au 3 octobre, date à laquelle, avec les destroyers Limbourne (L57) et Tanatside (L69) et les navires-jumeaux Grenville (R97) et Ulster (R83) participent à un balayage pour la lutte anti-sous-marine de la côte au large de la Bretagne. La Force se retire après un affrontement avec 5 destroyers ennemis. Le 22 octobre, le Wensleydale et le croiseur léger Charybdis (88), les destroyers Grenville et Rocket (H92) et ses navires-jumeaux Limbourne, Talybont (L18) et Stevenstone (L16) participent à la campagne d'interception de navires lors du blocus de Munich, cherchant à transporter des fournitures métalliques et de caoutchouc de Brest à l'Allemagne. Pendant la bataille des Sept-Îles cette nuit-là, le Charybdis et le Limbourne sont torpillés par des torpilleurs allemands,,.

#### 1944
Le Wensleydale reprend les opérations de convoi et de patrouille dans la Manche. Le 5 février 1944, avec les destroyers-jumeaux Talybont, Brissenden (L79) et Wensleydale entrent en collision avec une force ennemie au large de la Bretagne, où il est légèrement endommagé par des tirs d’un torpilleur allemand.
Le 19 avril, le Wensleydale , ainsi que les destroyers Tanatside, Melbreak (L73), HMCS Haida (G63) et Ashanti (F51) soutiennent les opérations de mouillages de mines du 10th Motor Launch Flotilla (10e Flottille de mouilleurs de mines) pour préparer l'invasion de la Normandie dans le cadre de l'opération Maple. Une activité similaire a lieu le 25 avril, quand avec le Tanatside défendent une autre zone de mouillage, et subissent des tirs d'artillerie à terre de l’ennemi, mais n'ont pas été endommagés.
En mai, le Wensleydale, ainsi que son navire-jumeau Brissenden, sont affectés à la Force B basée à Milford Haven, en tant qu'élément de la Western Task Force (Force opérationnelle de l'Ouest) sous le Commandement général de la marine américaine US Navy, pour participer à l'opération Neptune, les opérations navales de l’invasion de la Normandie. Il est engagé dans l’escorte de convois dans les approches occidentales et la Manche.
Le 5 juin, la Force B quitte Milford Haven pour traverser la Manche, et le matin du 6 juin, le Wensleydaleest au large de la plage d'Omaha Beach escortant des convois après les premiers débarquements, puis patrouille pour empêcher les intrusions harcelantes des torpilleurs Schnellboote ennemis,,.
Le 12 juin, le Wensleydale , avec le Melbreak et le Brissenden, s'affronte avec des Schnellboote ennemis, lorsque deux navires ennemis sont endommagés. Le 22 juin, alors qu'il patrouille avec le Tanatside, le Brissenden, le destroyer Beagle (H30), le sloop Londonderry (U76), la frégate Rowley (K560) et les frégates françaises des Forces libres L'Aventure (F707) et L'Escarmouche (F709), il est attaqué par des bombardiers en piqué Junkers Ju 88 Stuka, mais ne supporte pas de dégât. Après la fin de l'opération Neptune le 27 juin, il reste dans la Manche pour des patrouilles anti-sous-marines et de luttes contre les torpilleurs ennemis,,.
Le 3 juillet, le Wensleydale subit des dommages structurels mineurs en entrant en collision avec un navire de remorquage. Il doit être réparé avant de poursuivre la mission.
Le 4 août, il collabore avec la frégate Stayner (K573) pour couler le U-Boot U-671 à la position géographique de 50° 23′ N, 0° 06′ E, les survivants du sous-marin sont secourus.
Le 20 août, alors qu'il escorte un convoi, il contribue avec les destroyers Forester (H74) et Vidette (D48) dans le naufrage du U-boot U-413 à la position géographique de 50° 21′ N, 0° 01′ E, quelques survivants sont également secourus,.
Le 9 septembre, le Wensleydale est transféré à la 21e Flottille de destroyers, basée à Sheerness, qui est responsable des opérations de patrouille et d'escorte de convois dans la Manche et la mer du Nord. Le 21 novembre, il entre en collision avec le navire de débarquement LST 367 et endommage gravement la structure, la salle des machines et la salle de gouvernail est inondée en raison de fissures dans sa coque. À cause des graves dommages qui n'ont pas pu être corrigés, le navire est retiré du service et versé dans la réserve et abandonné à West Hartlepool, tandis que son équipage est transféré dans d'autres navires nouvellement mis en service.

### Après-guerre
Finalement, le Wensleydale est vendu à BISCO le 15 février 1946 et est mis au rebut dans le chantier de Hughes Bolckow à Blyth le 25 février 1947,.

### Honneurs de bataille
- ATLANTIC 1943-44
- ENGLISH CHANNEL 1943-44
- NORTH SEA 1943
- NORMANDY 1944

### Commandement
- Lieutenant (Lt.) John Aylmer McClure (RN) du 22 septembre 1942 au 28 juin 1943
- Lieutenant (Lt.) William Pattisson Goodfellow (RNVR) du 28 juin 1943 à fin 1944